# Rudimentary Peni
Rudimentary Peni es una banda británica de rock perteneciente al anarco-punk y death rock formada en 1980, emergiendo en la escena anarco-punk de Londres. 
Nick Blinko, el guitarrista y cantante, es conocido por sus ingeniosas y macabras letras, que se presenta dentro de todos los álbumes de Rudimentary Peni. 
Se rumorea que el álbum "Pope Adrian 37th Psychristiatric" fue escrito por Blinko mientras permanencia en un hospital mental. 
El bajista Grant Matthews también ha escrito un gran número de canciones para la banda, aunque el foco principal de sus letras, son temas más políticos. 
Existen muy pocas fotos de la banda, ya que la característica de sus álbumes son el arte de los dibujos de Blinko, aunque Pushead publicó algunas fotografías de la banda en una edición de su revista.

## Integrantes

### Formación actual
- Nick Blinko - vocal, guitarra
- Grant Matthews - bajo
- Jon Greville - batería

## Discografía

### Álbumes de estudio
- 1983: "Death Church"
- 1988: "Cacophony"
- 1995: "Pope Adrian 37th Psychristiatric"

### EP
- 1981: "Rudimentary Peni"
- 1982: "Farce"
- 1998: "Echoes of Anguish"
- 2000: "The Underclass"
- 2004: "Archaic"
- 2009: "No More Pain"
- 2021: "The Great War"

### Recopilaciones
- 1987: "The EPs of RP"